# Yes, My Darling Daughter
Yes, My Darling Daughter é um filme de comédia estadunidense de 1939, dirigido por William Keighley e estrelado por Priscilla Lane.

## Elenco
- Priscilla Lane ...Ellen Murray
- Jeffrey Lynn ...Douglas 'Doug' Hall
- Roland Young ...Titus 'Jay' Jaywood
- Fay Bainter ...Ann 'Annie' Murray
- May Robson ...Granny Whitman
- Genevieve Tobin ... tia Connie Nevins
- Ian Hunter ...Lewis Murray
- Robert Homans ...Sargento Murphy
- Spencer Charters ...Angus Dibble
- Lottie Williams ...Martha

## Produção
De acordo com um artigo da revista Liberty, Lewis Seiler inicialmente deveria ter dirigido o filme.